# دولة حيدر آباد
دولة حيدر أباد هي دولة هندية إسلامية وراثية ظهرت في منطقة جنوب وسط الهند، وحكمت من 1724 حتى 1948، كانت مدينة حيدر أباد عاصمة لها. أسسها آصف جاه قمر الدين في فترة ضعف إمبراطورية المغول في القرن ال18 . وآخر حكامها عثمان علي خان وكان حكامها يلقبون بنظام حيدر آباد.

## قائمة حكام دولة حيدر آباد (1724–1948)
| الصورة | اللقب الملكي                                            | الاسم                           | تاريخ الميلاد  | بداية الحكم    | نهاية الحكم          | تاريخ الوفاة   |
| ------ | ------------------------------------------------------- | ------------------------------- | -------------- | -------------- | -------------------- | -------------- |
|        | نظام الملك آصف خان نظام‌الملک آصف جاہ                    | آصف جاه قمر الدين               | 20 أغسطس1671   | 31 يوليو 1724  | 1 يونيو 1748         | 1 يونيو 1748   |
|        | نصير خان نصیرجنگ                                        | مير أحمد علي خان                | 26 فبراير1712  | 1 يونيو 1748   | 16 ديسمبر 1750       | 16 ديسمبر 1750 |
|        | مظفر خان مظفرجنگ                                        | مير هداية محي الدين سعدالله خان | ?              | 16 ديسمبر 1750 | 13 فبراير1751        | 13 فبراير1751  |
|        | صلابة خان صلابت جنگ                                     | مير سيد محمد خان                | 24 نوفمبر1718  | 13 فبراير1751  | 8 يوليو 1762 (خلع)   | 16 سبتمبر 1763 |
|        | نظام الملك آصف خان الثاني نظام‌الملک آصف جاہ دوم         | مير نظام علي خان                | 7 مارس1734     | 8 يوليو 1762   | 6 أغسطس1803          | 6 أغسطس1803    |
|        | اسكندر خان، آصف خان الثالث سکندر جاہ ،آصف جاہ تریہم     | مير أكبر علي خان                | 11 نوفمبر1768  | 6 أغسطس1803    | 21 مايو 1829         | 21 مايو 1829   |
|        | ناصر الدولة، آصف خان الرابع ناصر الدولہ ،آصف جاہ چارہم  | مير فارقندا علي خان             | 25 أبريل 1794  | 21 مايو 1829   | 16 مايو 1857         | 16 مايو 1857   |
|        | أفضال الدولة، آصف خان الخامس افضال الدولہ ،آصف جاہ پنجم | مير تاهنيياث علي خان            | 11 أكتوبر 1827 | 16 مايو 1857   | 26 فبراير1869        | 26 فبراير1869  |
|        | آصف خان السادس آصف جاہ شیشم                             | مير محبوب علي خان               | 17 أغسطس1866   | 26 فبراير1869  | 29 أغسطس1911         | 29 أغسطس1911   |
|        | آصف خان السابع آصف جاہ ہفتم                             | عثمان علي خان                   | 6 أبريل 1886   | 29 أغسطس1911   | 17 سبتمبر 1948 (خلع) | 24 فبراير1967  |